# Ilumatobacteraceae
Ilumatobacteraceae es una familia de bacterias grampositivas del orden Acidimicrobiales. Fue descrita en el año 2018. Consiste en bacterias aerobias e inmóviles. Se encuentran en sedimentos de ríos, arena y desiertos. 

## Taxonomía
Actualmente existen 2 géneros descritos:
- Desertimonas
  - Desertimonas flava
- Ilumatobacter
  - Ilumatobacter coccineus
  - Ilumatobacter fluminis
  - Ilumatobacter nonamiensis